# Vũ trụ học Phật giáo

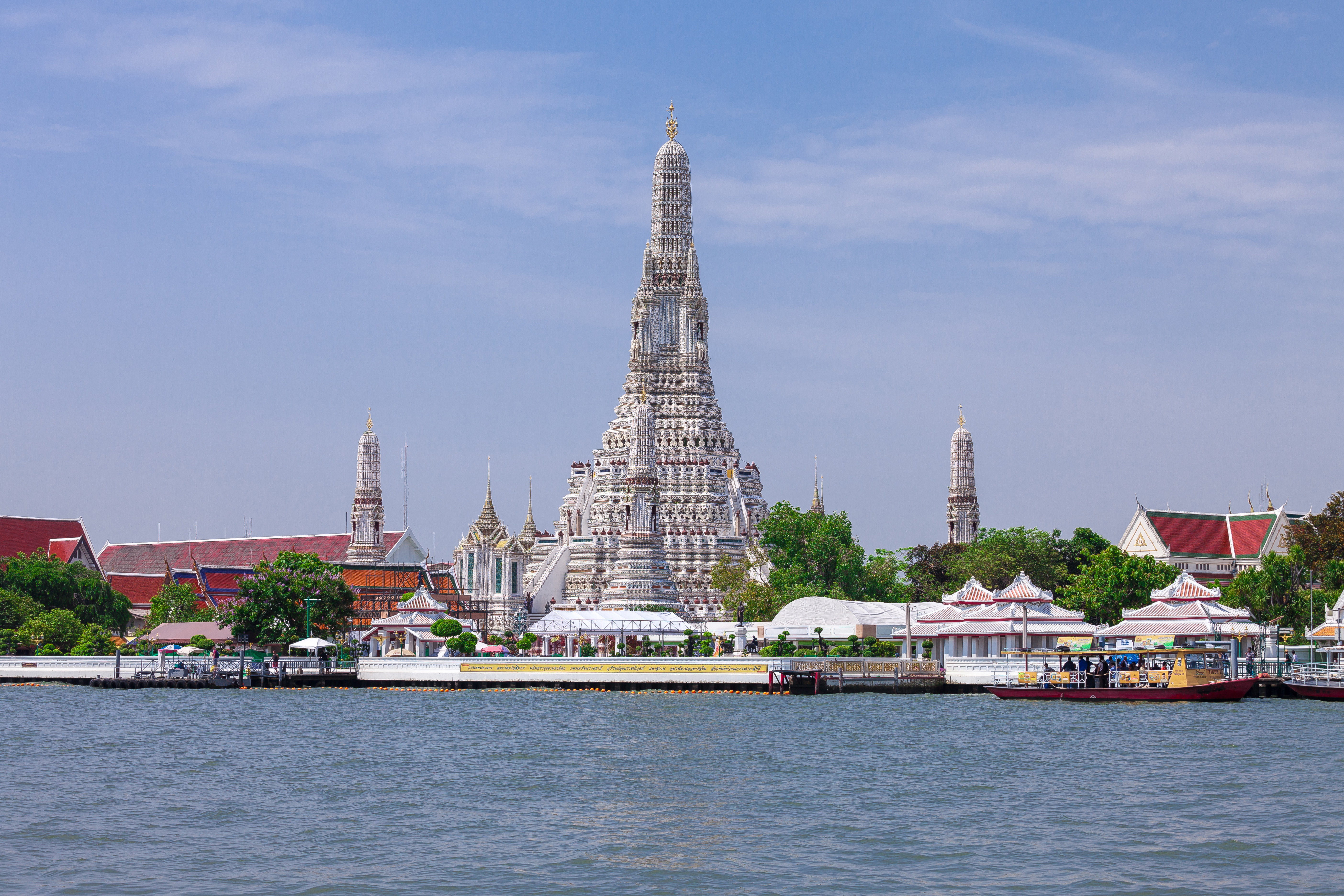
Những ngôi chùa của Wat Arun được xây dựng và sắp xếp để mô phỏng Vũ trụ Phật giáo

Vũ trụ học Phật giáo là sự mô tả về hình dạng và sự tiến hóa của Vũ trụ theo kinh điển và bình luận của Phật giáo.
Nó bao gồm vũ trụ học thời gian và vũ trụ học không gian: vũ trụ học thời gian là sự phân chia sự tồn tại của một "thế giới" thành bốn khoảnh khắc riêng biệt (sự sáng tạo, thời gian, sự hòa tan và trạng thái bị hòa tan; đây dường như không phải là một sự phân chia kinh điển, Tuy nhiên). Vũ trụ học không gian bao gồm vũ trụ học chiều dọc, các tầng vũ trụ khác nhau của chúng sinh, cơ thể, đặc điểm, thức ăn, tuổi thọ, vẻ đẹp và vũ trụ học theo chiều ngang, sự phân bố của các hệ thống thế giới này thành một tập hợp "vô tận" thế giới của thế giới. Sự tồn tại của các thời kỳ thế giới (khoảnh khắc, kalpas), được Đức Phật chứng thực một cách rõ ràng.
Đức Phật lịch sử (Phật Gautama) đã đề cập đến sự tồn tại của các aeon (khoảng thời gian mà ông mô tả bằng cách sử dụng một phép ẩn dụ về thời gian dùng để bào mòn một tảng đá khổng lồ có kích thước 1x1x1 dặm bằng cách chải nó bằng vải lụa, mỗi thế kỷ một lần), và đồng thời hiểu biết về các sự kiện trong quá khứ, như bình minh của con người ở dạng thô và phân chia giới tính, sự tồn tại của hơn một mặt trời tại một số thời điểm nhất định, và khả năng của ông có thể truyền đạt lời nói của mình qua khoảng cách rộng lớn, cũng như khả năng của các môn đệ của mình (nếu họ thích hợp) được tái sinh trong bất kỳ một trong những tầng vũ trụ này (nếu họ chọn lựa như vậy).

## Vũ trụ học không gian

### Vũ trụ học chiều dọc – Tam giới

#### Cõi Dục
Dục giới hay cõi Dục (zh. 欲界; s, p: kāmaloka, kāmadhātu, bo. dö kham འདོད་ཁམས་, dö pé kham འདོད་པའི་ཁམས་): có ham muốn về thể xác, giới tính và đầy đủ những ham muốn khác.
Trong Dục giới có sáu loại hữu tình sau:
- Địa ngục (zh. 地獄, sa. naraka)
- Ma đói (zh. 餓鬼, sa. preta)
- Loài vật (zh. 畜生, sa. paśu)
- Loài người (zh. 人世, sa. nāra)
- Cõi thần (zh. 阿修羅, sa. asura)
- 6 Cõi trời dục (lục dục thiên 六欲天):

- Trời Tứ thiên vương (zh. 四天王, sa. cāturmahārājika);
- Trời Đao lợi (忉利) hay trời Ba mươi ba (zh. 三十三天, sa. trayastriṃśa);
- Trời Dạ ma (zh. 夜摩, sa. yāmadeva) hoặc trời Tu dạ ma (zh. 須夜摩天, sa. suyāma);
- Trời Đâu suất (zh. 兜率天, sa. tuṣita);
- Trời Hoá lạc (zh. 化樂天, sa. nirmāṇarati);
- Trời Tha hoá tự tại (zh. 他化自在天, sa. paranirmitavaśavarti);

Chúng sinh ở cõi Dục giới tuy hưởng dục lạc khác nhau (ở cõi trên thì sung sướng hơn cõi dưới), nhưng nói chung đều chịu những nỗi khổ: hành khổ (không thoát được luân hồi, đã sinh ra thì phải có lúc chết đi), hoại khổ (thể xác và những dục lạc được hưởng rồi sẽ mất đi chứ không duy trì được mãi), bất tác ý khổ (không đạt được ham muốn nên buồn khổ). Những chúng sinh ở 3 cõi thấp tức tam ác đạo (địa ngục, ngạ quỷ, súc sinh) thì gần như không có sung sướng mà chỉ có khổ đau. Trừ cõi người, địa ngục, súc sanh tất cả chúng sinh cõi khác đều có Ngũ thông bẩm sinh. Cõi người và súc sanh không có vì bị chướng ngại thân xác vật lí, cõi quỷ thần không có thân, cõi trời là do phước báu nên có cả thân và thần thông. Người có thần thông do tu luyện chứng đắc thiền định hoặc do nghiệp tiền kiếp, phước báu đời trước, tu phước cầu thần thông.

#### Cõi Sắc
Sắc giới hay cõi Sắc (zh. 色界, sa. rūpaloka, rūpadhātu, bo. zug kham གཟུགས་ཁམས་): thuộc tầng trời sắc giới, các chúng sinh ở đây đều đã chấm dứt mọi ham muốn giới tính, không cần ăn uống, nhưng còn có thân xác và khoái lạc tinh thần, sắc. Đây là thế giới của những người đã đạt tới Thiền định (sa. dhyāna) nếu chỉ có phước báu sẽ không thể sinh lên cảnh giới này, không bị bát phong (8 loại gió) làm lay động tâm gồm: "lợi-suy, hủy-dự, xưng-cơ, khổ-lạc", là lợi dưỡng - suy hao, hủy báng - tán thán, tôn kính - chê bai, đau khổ - vui mừng, hay còn gọi là được - mất, khen - chê, tốt - xấu, khổ đau - sung sướng, càng lên tầng trời cao công phu thiền định càng sâu, hỷ lạc thiền sinh ra ở tâm càng lớn. Thức ăn hoặc yếu tố để duy trì sinh mạng là hỉ lạc vô dục nơi nội tâm của thiền. Không có già bệnh, nhưng vẫn còn tuổi thọ và khổ. Thể xác không được cấu tạo bằng vật chất như dục giới mà là hình sắc của ánh sáng giống như linh hồn, khi chết thì thân xác sẽ biến mất mà không trải qua già bệnh, sau đó luân hồi sang cõi khác.
Sắc giới gồm bốn cõi, mỗi cõi lại được chia thành nhiều cõi trời khác nhau. Những người tu thiền đã đạt đến Tứ thiền định, khi thọ mạng hết thì tùy mức chứng đắc mà có thể sinh vào 1 trong 4 xứ này (ví dụ: người chứng đắc được Nhị thiền thì sẽ tái sinh vào cõi Nhị thiền trong Sắc giới).
- Trời Sơ thiền (zh. 初禪天) với ba cõi sau:

Trời Phạm thiên (zh. 梵身天, sa. brahmakāyika);
Trời Phạm phụ (zh. 梵輔天, sa. brahmapurohita);
Trời Đại phạm (zh. 大梵天, sa. mahābrahmā).
Có hệ thống ghi thêm cõi trời thứ tư của trời Sơ thiền là trời Phạm chúng (zh. 梵眾天, sa. brahmaparśadya).
- Trời Nhị thiền (zh. 二禪天) với ba cõi sau:

Trời Thiểu quang (zh. 少光天, sa. parīttābha);
Trời Vô lượng quang (zh. 無量光天, sa. apramāṇābha);
Trời Cực quang tịnh (zh. 極光淨天, sa. abhāsvara, kiểu dịch cũ là trời Quang âm (zh. 光音天).
- Trời Tam thiền (zh. 三禪天) bao gồm:

Trời Thiểu tịnh (zh. 少淨天, sa. parīttaśubha);
Trời Vô lượng tịnh (zh. 無量淨天, sa. apramāṇaśubha);
Trời Biến tịnh (zh. 遍淨天, sa. śubhakṛtsna).
- Trời Tứ thiền (zh. 四禪天) gồm có:

Trời Vô vân (zh. 無雲天, sa. anabhraka);
Trời Phúc sinh (zh. 福生天, sa. puṇyaprasava);
Trời Quảng quả (zh. 廣果天, sa. bṛhatphala);
Trời Vô tưởng (zh. 無想天, sa. asāṃjñika);
Trời Vô phiền (zh. 無煩天, sa. avṛha);
Trời Vô nhiệt (zh. 無熱天, sa. atapa);
Trời Thiện kiến (zh. 善見天, sa. sudarśana);
Trời Sắc cứu cánh (zh. 色究竟天, sa. akaniṣṭha);
Trời Hoà âm (zh. 和音天, sa. aghaniṣṭha);
Trời Đại tự tại (zh. 大自在天, sa. mahāmaheśvara).
Có sách xếp trời Vô tưởng, trời Vô phiền, trời Vô nhiệt, trời Thiện kiến, trời Sắc cứu kính, trời Hoà âm thuộc trời Tịnh phạm (zh. 淨梵天), không thuộc về trời Tứ thiền.
Chúng sinh ở cõi Sắc giới không phải chịu bất tác ý khổ (không đạt được ham muốn nên buồn khổ) bởi họ đã trừ hết những ham muốn về giới tính, thể xác. Nhưng họ vẫn chịu hành khổ (không thoát được luân hồi), hoại khổ (do vẫn có thể xác nên thể xác đó rồi cũng tới lúc phải hư hoại rồi chết).

#### Cõi Vô sắc
Vô sắc giới hay cõi Vô sắc (zh. 無色界, sa. arūpaloka, arūpadhātu, bo. zuk mé kham གཟུགས་མེད་ཁམས་, zuk mé kyi kham གཟུགས་མེད་ཀྱི་ཁམས་): thế giới này được tạo dựng thuần tuý bằng tâm thức và gồm bốn xứ (sa. arūpasamādhi). Các chúng sinh ở đây không còn thân xác vật chất mà chỉ tồn tại dưới dạng ý thức, họ đã chấm dứt mọi ham muốn và khoái lạc tinh thần, ngoại trừ vọng tưởng, chấp trước, phiền não. Chúng sinh ở đây đã loại bỏ được sự phiền toái của thân xác, sự lệ thuộc và chướng ngại vật lý nên họ không có và không cần thân xác. Họ vẫn cần thức ăn hay cách để duy trì sự tồn tại theo chu kỳ đó là ý niệm tịnh tĩnh mông lung, bao la, đó là nhập vào đại định. Nếu chúng sinh nào tu lên tầng này họ sẽ không thể tiếp thu Phật pháp, không nghe chánh pháp Như Lai: họ không biết khổ vì lục căn của họ đã xả đi, thân xác họ cũng không có, họ không nghe được giáo pháp Như Lai mà chỉ hưởng thụ chìm đắm khoái lạc của thiền định, tịnh tĩnh trong khoảng thời gian cực dài - đại kiếp nên Phật có thuyết pháp cho họ cũng không được, không thể tiếp nhận, có thể nói ngần ấy thời gian không gặp Phật pháp, rất khó đi đến giải thoát, cuối cùng vẫn phải đọa lạc.
Vô sắc giới gồm các tầng trời:
Xứ Không vô biên (zh. 空無邊處, sa. ākāśanantyāyatana);
Xứ Thức vô biên (zh. 識無邊處, sa. vijñānanantyāyatana);
Xứ Vô sở hữu (zh. 無所有處, sa. ākiṃcanyāyatana);
Xứ Phi tưởng phi phi tưởng (zh. 非想非非想處, sa. naivasaṃjñā-nāsaṃjñāyatana).
Hành giả tu học thiền đến cảnh giới cao, trên mức tứ thiền định (từ Không vô biên xứ trở lên) có thể sinh vào bốn xứ này.
Chúng sinh ở cõi Vô Sắc không phải chịu bất tác ý khổ (không đạt được ham muốn nên buồn khổ) bởi họ đã trừ hết những ham muốn về giới tính, thể xác. Họ cũng không phải chịu hoại khổ (do không còn thể xác nên không lo bản thân bị hư hoại). Nhưng họ vẫn chịu hành khổ (không thoát được luân hồi), tức là đến lúc hết phước báu, thọ mạng của họ sẽ hết và họ sẽ phải chết đi, luân hồi sang kiếp khác vì cảnh giới này cao nhất Phi tưởng Phi-Phi tưởng tâm không có phiền não trong 84 000 Đại kiếp (84000×1.334.240.000 năm) cũng là thọ mạng của họ, hết thời hạn lập tức đọa xuống tầng trời thấp hơn, cảnh giới này không duy trì vĩnh viễn và nằm trong luân hồi.